# Oraovica (Zvečan)
Pour les articles homonymes, voir Oraovica.
Oraovica en serbe latin et Rahovicë en albanais (en serbe cyrillique : Ораовица) est une localité du Kosovo située dans la commune/municipalité de Zvečan/Zveçan, district de Mitrovicë/Kosovska Mitrovica. Selon des estimations de 2009 comptabilisées pour le recensement kosovar de 2011, elle compte 27 habitants, dont une majorité de Serbes.

## Démographie

### Évolution historique de la population dans la localité
| 1948 | 1953 | 1961 | 1971 | 1981 | 1991 | 2009 |
| ---- | ---- | ---- | ---- | ---- | ---- | ---- |
| 119  | 136  | 113  | 100  | 53   | 37   | 27   |

|  |